# 勒沃托比火山
勒沃托比火山是印度尼西亞的火山，位於弗洛勒斯島東部，擁有雙火山結構。它拥有两座山峰：
海拔高度1,584米的拉基拉基峰（雄勒沃托比）在19和20世紀期間有活躍的火山活動，而海拔高度1,703米的珀倫普安峰（雌勒沃托比）只有2次火山爆發記錄，兩個山頂相距少於2公里，这两座層狀火山。勒沃托比佩拉姆普安的东侧，有一个显著的侧锥体——勒沃托比伊利沃卡（Lewotobi Iliwokar）。活动性更强的勒沃托比拉基拉基位于较高的勒沃托比佩拉姆普安西北约 2.1 公里（1.3 英里）处。

## 文化和命名說明
拉基拉基峰（Lewotobi Laki-laki）和珀倫普安峰（Lewotobi Perempuan）這兩個名字反映了當地的傳統，這兩座火山被視為一對象徵性的伴侶，常被描述為「夫妻」。該火山群的早期名稱包括Lobetabi、Lovotivo和Loby Toby。

## 地質學
勒沃托比火山的雙峰是典型的層狀火山，由熔岩、火山灰和火山碎屑層疊而成。這些火山屬於小巽他群島火山弧的一部分，該弧由印度-澳大利亞板塊俯衝至歐亞板塊而形成。該地區地震活躍，頻繁發生構造地震和火山地震。

### 火山口尺寸
- 拉基拉基峰（Lewotobi Laki-laki）：寬約400米
- 珀倫普安峰（Lewotobi Perempuan）：寬約700米[2]
- 噴發物質：主要為安山岩[3]

## 喷发史

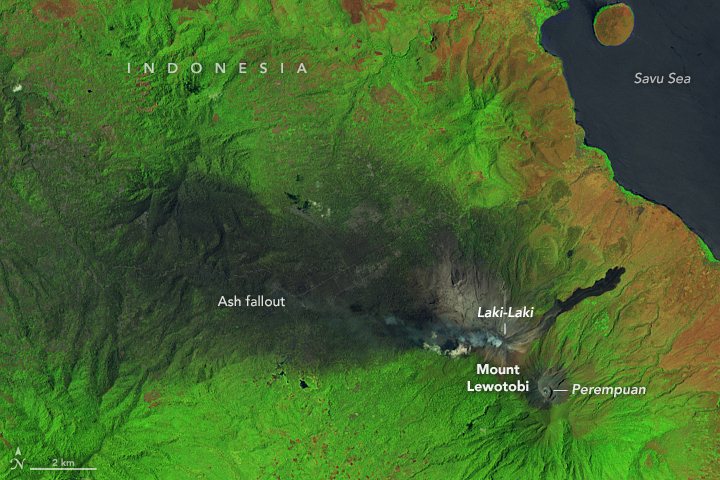
2024年11月5日勒沃托比拉基拉基火山爆發的衛星照片。

### 2023年
自2023年12月23日起，勒沃托比火山持续喷发。截至2024年1月，已有多达6,500人被迫撤离。

### 2024年

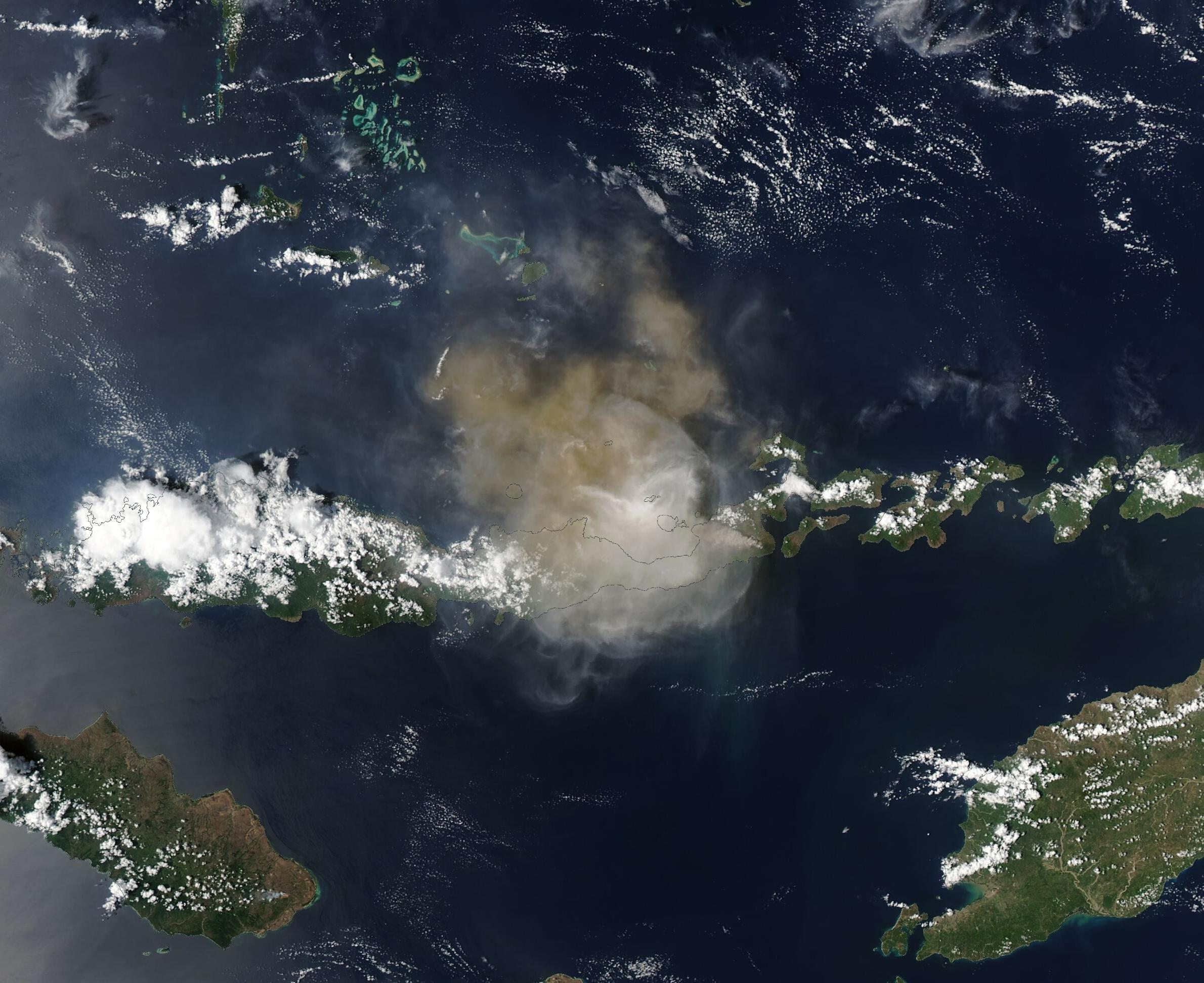
NASA的阿卡衛星拍攝了2024年11月8日印尼弗洛勒斯岛勒沃托比火山爆發的真彩色影像。

2024年11月4日，勒沃托比火山喷出炽热的火山碎屑，波及约4 km（2.5 mi）外的多个村庄，摧毁了民房，造成9人死亡。印尼火山学与地质灾害减灾中心建议将火山周边7 km（4.3 mi）范围内的区域全部撤离。此次喷发共影响了7个村庄。
11月7日，火山发生更大规模的喷发。11月8日，火山多次喷发，其中一次喷发产生的火山灰柱高达10公里。次日（11月9日），火山再次喷发，当局紧急撤离约16,000名附近村庄的居民。此次持续喷发还导致巴厘岛航班受阻，并迫使位于拉布安巴焦的爵士音乐节取消。

### 2025年
勒沃托比火山于2025年6月17日17时35分剧烈喷发，火山灰柱高达1万米。18日凌晨3时18分与6时41分，该火山又喷发两次，火山灰柱高达1000米。受火山喷发影响，弗洛勒斯岛上的毛梅雷机场等三座机场因在跑道上检测到火山灰沉积，自18日起临时关闭。
7/7再傳噴發 火山灰升至1萬8千米高空，並向北至東北方向飄散。空中能見度受影響，峇里國際機場取消2班內陸機以及最少22班國際航班，分別前往澳洲、新加坡和南韓；亦有航班延誤。一人在撤離過程中被摩托車撞傷，另有一人因呼吸困難入院。 7月8日和8月1日又發生了噴發。